# Light Crusader
Light Crusader — видеоигра в жанре action-adventure, разработанная компанией Treasure Co. Ltd для игровой консоли Sega Mega Drive и изданная компанией Sega.
С 2010 года игра доступна в составе сборника SEGA Mega Drive and Genesis Classics для платформ Linux, macOS, Windows, с 2018 — PlayStation 4, Xbox One и Nintendo Switch.
Игровой процесс представляет собой приключенческий платформер с элементами RPG. Стиль графики и повествования напоминает европейские ролевые игры, что не обычно для разработчика, известного своими action-играми с графикой в стиле аниме. До сих пор это единственная игра данного разработчика, которая имеет отчётливо западный художественный стиль.

## Игровой процесс
Приключение начинается с прибытия рыцаря сэра Дэвида в город Green Row. Недавно Green Row пострадал от серии похищений местных жителей, и Король вызвал сэра Дэвида расследовать происшествие.
Обзор происходит в изометрической проекции.
Игрок может совершать простые удары мечом, использовать заклинания четырёх школ (ветер, огонь, земля, вода), свободно перемещатся, прыгать и толкать объекты.
Игра включает в себя решение множества головоломок, но по большей части это платформер с заимствованием некоторых элементов из ролевых игр — таких, как торговля, снаряжение и использование заклинаний.
Весь игровой процесс — это продвижения игрока с первого этажа подземелья до шестого, на котором находится главный противник. Некоторые этажи нелинейные. Например, третий этаж имеет несколько секретных комнат с бонусными предметами, пятый этаж — это сборник восьми мини-миров.

## Экипировка
Игрок может снарядить героя разными типами мечей, нагрудных доспехов и перчаток. Добывается экипировка по-разному. Перчатки, меч и нагрудную броню можно купить в городском магазине. Несколько мечей, перчаток и брони можно найти, решая головоломки. А некоторые предметы можно достать, убивая разных монстров.
В игре есть специальные предметы. Некоторые нужны для продвижения в игре, а некоторые просто облегчают игровой процесс. Например, костюм гоблина на третьем этаже вам обязательно пригодится.
На втором игровом этаже можно найти sextant, который позволяет вам телепортироваться в любой момент.
Когда из замка короля похитят повариху (это случится на шестом этаже), вы сможете в её комнате взять поварёшку, которая будет исцелять вас от яда, если вы в воде.
На пятом этаже в секретной комнате вы найдёте меч, который может замораживать врагов.
На шестом этаже можно достать святой меч (holy sword), который может убивать скелетов (однако, их ещё можно убить заклинанием Turn undead (Воздух + земля + вода)